# Метод выборочных обследований

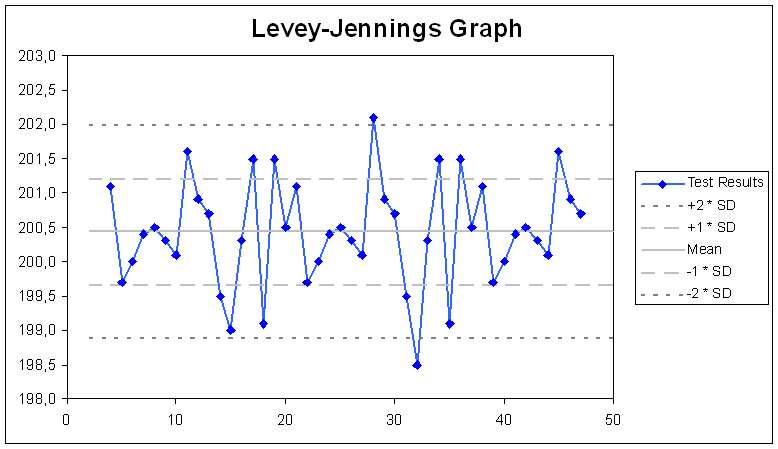
Диаграмма Леви-Дженнингса для выборочного контроля изделия с границами регулирования в один и два стандартных отклонения

Ме́тод вы́борочных обсле́дований — способ определения свойств группы объектов (генеральной совокупности) на основании статистического исследования её части (выборки).

## Общие сведения
Метод выборочных обследований базируется на двух теориях математической статистики — выборе из конечной совокупности и выборе из бесконечной. Отличия в том, что первый случай относится к объектам неслучайной природы, типа дефектности изделий или явлений социологии, а второй распространяется на результаты случайных процессов, например, погрешности измерений каких-либо параметров.
Особое внимание уделяется процессу формирования выборки. Она, в соответствии с теорией вероятностей, будет правильно отражать свойства всей совокупности, только если выбор осуществляется случайно. То есть любая выборка должна иметь одинаковую вероятность появления.
Отметим, что в практических исследованиях обычно используют выбор без возвращения (выборка без повторения). В этом случае каждый отобранный объект извлекается из генеральной совокупности и в дальнейшем процессе участия не принимает. Выбор с возвращением (выборка с повторением) встречается, как правило, лишь в теоретических исследованиях.
Свойства, исследуемые выборочными методами, делятся на качественные и количественные. В первом случае задачей исследования является определение количества объектов с определённым признаком (качеством). Например, в социальных исследованиях это может быть число лиц — сторонников некоторых взглядов. Тогда оценочным критерием может стать доля таких лиц в общей совокупности. В случае количественного исследования, например, определения дохода разных возрастных групп, выявляют среднее значение дохода (математическое ожидание) для каждой группы, а оценочным критерием становится выборочное среднее.
Изменчивость результатов, получаемых выборочными методами, оценивается так называемой дисперсией исследуемого параметра. Точность результатов, или их погрешность, вычисляют как квадратный корень из дисперсии и называют среднеквадратическим (стандартным) отклонением.

## Статистический контроль качества
Разновидностью выборочного обследования, получившей значительное распространение в производстве, является статистический контроль качества изделий и технологии. Как отмечалось, в его рамах используют выбор из конечной совокупности. В Советском Союзе в начале 70-х годов XX века одним из основоположников такого контроля и основанного на нём управления качеством, в частности сварки, стал профессор кафедры технологии сварки и диагностики МГТУ имени Н. Э. Баумана Волченко В. Н..
Статистический контроль обычно подразумевает использование таких инструментов, как диаграмма Парето, причинно-следственная диаграмма, контрольные карты, гистограммы, метод расслоения, графики, диаграмма разброса.
В промышленности для проведения статистического контроля наиболее широко используется графический материал, например, так называемые диаграммы Леви-Дженнингс (англ. Levey–Jennings). Они представляют собой график, где по оси X заносят временные характеристики, а ось Y отображает некий цифровой параметр, являющийся показателем качества. Например, уровень дефектности. Кроме того, график содержит несколько горизонталей, соответствующих среднему значению показателя качества (математическому ожиданию) и двум или трём стандартным отклонениям от него, а, в зависимости от задач, отклонениям соответствующим уровню разбраковки. Контроль за фактическим положением исследуемого цифрового параметра на диаграмме, обеспечивает быструю визуальную индикацию текущего уровня качества, что позволяет оперативно выявлять его недопустимые отклонения и, при необходимости, содействовать их устранению.